# 汽車機修工

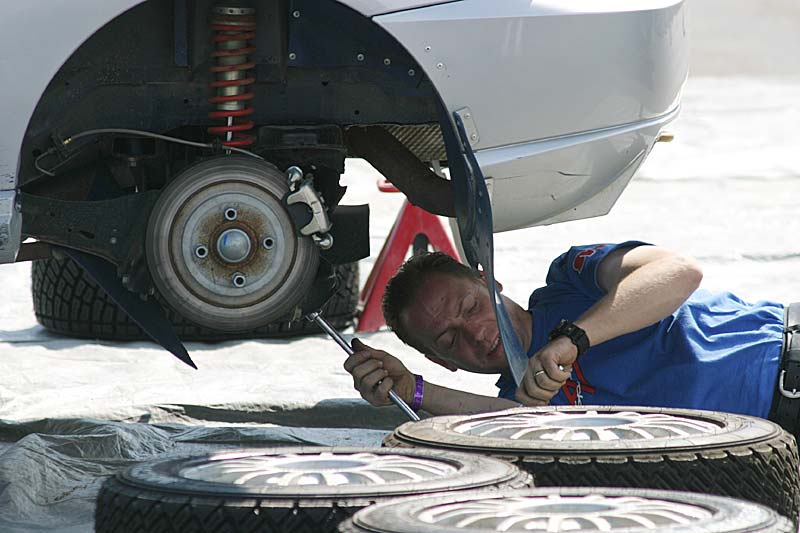
一名汽車機修工正在修理汽車

汽車機修工或汽車修理工是指會修理各种汽车品牌汽車的機修工，或者是在某一汽車的特定领域或某一特定汽车品牌的機修工。在维修汽车的过程中，他们的主要作用是准确、快速地诊断问题並修理特定汽車部件或更换一个或多个部件。